# Lutzomyia piedraferroi
Lutzomyia piedraferroi är en tvåvingeart som först beskrevs av De León J. R. 1971.  Lutzomyia piedraferroi ingår i släktet Lutzomyia och familjen fjärilsmyggor.
Artens utbredningsområde är Guatemala. Inga underarter finns listade i Catalogue of Life.